# 15390 Znojil
15390 Znojil este un asteroid din centura principală de asteroizi.

## Descriere
15390 Znojil este un asteroid din centura principală de asteroizi. A fost descoperit pe 6 octombrie 1997 la Observatorul din Ondřejov de Petr Pravec. Asteroidul prezintă o orbită caracterizată de o semiaxă mare de 2,58 ua, o excentricitate de 0,07 și o înclinație de 0,5° în raport cu ecliptica.